# Dematochroma foaensis
Dematochroma foaensis es una especie de insecto coleóptero de la familia Chrysomelidae.
Fue descrita científicamente en 2007 por Jolivet, Verma & Mille.